# Беша (Љевице)
Беша (слч. Beša) насељено је мјесто са административним статусом сеоске општине (слч. obec) у округу Љевице, у Њитранском крају, Словачка Република.

## Становништво
| Година:    | 1994. | 2004.   | 2014.   | 2024.   |
| ---------- | ----- | ------- | ------- | ------- |
| Број људи: | 704   | 666     | 650     | 635     |
| Разлика:   |       | -5,39 % | -2,40 % | -2,30 % |

| Година:    | 2023. | 2024.   |
| ---------- | ----- | ------- |
| Број људи: | 626   | 635     |
| Разлика:   |       | +1,43 % |

Према подацима о броју становника из 2011. године насеље је имало 643 становника.